# Bonifacio Ondo Edu
Bonifacio Ondo Edú-Aguong (1922-1969) est un homme politique équatoguinéen.

## Biographie
Membre de l'ethnie Fang et originaire de Evinayong, ville située au centre du Rio Muni en pleine forêt équatoriale, Ondo Edu est d'abord un notable qui enseigne le catéchisme dans sa ville puis à Santa Isabel (actuelle Malabo).
Au début des années 1960, il part au Gabon pour former un parti indépendantiste. Mais, en 1963, des fonctionnaires espagnols viennent le chercher à Libreville pour l'emmener à Madrid où Luis Carrero Blanco lui propose de prendre la tête d'un nouveau parti, le Mouvement national de l'unité de la Guinée équatoriale, qui lui permettra de présider le nouveau gouvernement autonome que l'Espagne envisage d'instaurer en Guinée équatoriale. Ondo Edu accepte et devient dès lors la caution et le fidèle agent de l'Espagne, et de Carrero Blanco en particulier[réf. nécessaire]. Son parti défend l'idéologie franquiste  dans une version adaptée à la Guinée équatoriale[réf. nécessaire]. Il devient ainsi pour quatre ans le président du gouvernement autonome. À ce titre, il bénéficie d'une image très positive dans les souvenirs des Équatoguinéens.
Avec l'avènement de l'indépendance et l'organisation de la première élection présidentielle, il ne mène pas campagne en croyant sa victoire assuré. Il est persuadé que son statut de président du gouvernement autonome et surtout le soutien de l'Espagne sont suffisants pour qu'il remporte l'élection. Même après le premier tour, il refuse de s'allier aux séparatistes de l'Union Bubi menée par Edmundo Bosio Dioco ou au Mouvement national de libération de la Guinée équatoriale d'Atanasio Ndong Miyone, les poussant de cette manière dans les bras de son ancien vice-président et adversaire Francisco Macías Nguema.
Sa défaite est une véritable douche froide pour lui. Très vite, il prend peur et s'exile dès 1968 au Gabon. Mais, à la suite d'un accord secret entre Macías Nguema et Albert-Bernard Bongo, il est extradé avec la garantie qu'il aura la vie sauve. En avril 1969, il est toutefois étranglé en prison.